# サン＝ペテルスブール通り
座標: 北緯48度52分51秒 東経2度19分30秒 / 北緯48.880935度 東経2.324939度
サン＝ペテルスブール通り (Rue de Saint-Pétersbourg) は、フランス・パリ8区のヨーロッパ地区にある通り。

## 場所とアクセス
南西側のヨーロッパ広場から、北東側のクリシー広場に向かう。

## 名称の由来
ロシアのサンクトペテルブルクにちなんだ名称であり、1914年にサンクトペテルブルクがペトログラードと改称すると、この通りもペトログラ通りとなり、1924年にペトログラードがレニングラードと改称した後、1945年からレニングラ通りとなった。1991年、もとのサン＝ペテルスブール通りに戻った。

## 沿革
1826年2月2日の勅令により、ヨーロッパ地区の創設とともに開設が許可された。

## 著名な建物
- 1番地：フランス国鉄のサン＝ラザール駅貨物取扱所があった場所[1]。
- 3番地：サン＝ラザール駅郵便局、1939年建築[2]。
- 4番地：画家エドゥアール・マネが住んでいた。
- 8番地：ジャン・ギャバンのきょうだいReine FerrierとFerdinand Moncorgéが住んでいた。
- 22番地：眼鏡店maison Bylaartが1922年に開業した。
- 23番地：当時の通商・産業・郵政大臣アレクサンドル・ミルランが居住した。
- 24番地の2：無原罪のマリア修道会の礼拝堂が、1876年に建設が始まったが、1899年まで中断され、1900年8月12日に完成した。1903年6月23日に閉鎖されたが、1907年10月19日にサン＝タンドレ＝ダンタン礼拝堂として再開を許された。1967年からは、サン＝タンドレ・ド・ルロップ礼拝堂となっている。
- 26番地-26番地の2：無原罪のマリア修道会がパリで活動を始めたのが1859年であり、当初はバティニョール地区に拠点を構えていたが、その後この通りに移ってきた。1903年に修道会が去ると、1907年からホテル兼チャペルとして使われるようになった。現在は産業財産庁が入居している。
- 28番地：パリ国立オペラの歌手Lina Pacaryが1910年当時住んでいた[1]。